# Charles Spedding
Charles Spedding (Bishop Auckland, 19 de maio de 1952) é um ex-maratonista britânico.
Vencedor da Maratona de Londres de 1984, foi selecionado para disputar a prova pela Grã-Bretanha nos Jogos de Los Angeles 1984, onde conquistou a medalha de bronze na maratona olímpica. No ano seguinte, competiu novamente em Londres ficando na segunda colocação, perdendo para o então recordista mundial, o galês Steve Jones. Sua marca nesta prova, 2:08:33, faz com que seja o segundo britânico mais rápido na maratona até hoje, depois de Jones.
Spedding competiu pela última vez em alto nível em Seul 1988, onde ficou na sexta colocação na maratona.